# Дівчина і море (фільм, 2024)
«Дівчина і море» (англ. Young Woman and the Sea) — американський біографічний спортивний фільм 2024 року режисера Хоакіма Роннінга за сценарієм Джеффа Натансона, заснований на книзі Гленна Стаута 2009 року. У фільмі, створеному Walt Disney Pictures та Jerry Bruckheimer Films, Дейзі Рідлі зіграла роль Гертруди Едерле, американської плавчині, яка стала першою жінкою, яка перепливла Ла-Манш. В інших ролях виступили Тільда Кобхем-Герві, Стівен Грем, Кім Бодніа, Крістофер Еклстон та Гленн Флешлер.
Робота над фільмом розпочалася 2015 року, коли продюсер Джеррі Брукхаймер придбав права на екранізацію книги та уклав дистриб'юторську угоду з Paramount Pictures, де Натансон був доручений для написання, а Лілі Джеймс обрано на роль Едерле. Основні зйомки проходили з травня по червень 2022 року.
Прем’єра фільму відбулася 16 травня 2024 року у готелі «Hollywood Roosevelt Hotel» в Лос-Анджелесі. Першочергові плани на випуск компанією Disney на потоковому сервісі Disney+, було сориговано після позитивних тестових показів у Сполучених Штатах – 31 травня 2024 року фільм вийшов в обмежений прокат.

## У ролях
- Дейзі Рідлі — Ґертруда «Труді» Едерле, американська плавчиня, олімпійська чемпіонка літніх Олімпійських ігор 1924 року
- Олів Аберкромбі — молода Труді Едерл
- Крістофер Екклстон — Джабез Вулф, тренер Труді у Франції, який не зміг переплисти Ла-Манш із кількох спроб
- Стівен Ґрем — Білл Берджесс: пловець, який успішно переплив Ла-Манш
- Тільда Кобхем-Герві — Маргарет «Мег» Едерле, сестра Труді
- Ліллі Аспелл — юна Мег
- Кім Бодня — Генрі Едерле, батько Труді
- Жанетт Хейн — Гертруда Анни Едерле, мати Труді
- Ґленн Флешлер — Джеймс Салліван, спонсор жінок-плавчинь на Олімпіаді в Парижі 1924 року
- Сіан Кліффорд — Шарлотта Епштейн, тренер Труді з плавання в Жіночій асоціації плавання (WSA) в Америці